# Siemens MC60
Il Siemens MC60 fu un telefono cellulare creato nel 2003 e commercializzato da Siemens Mobile. Particolare era la sua resistenza all'acqua, alla sabbia e ai colpi.
Disponeva di una fotocamera da 0,1 Megapixel che scattava immagini alla risoluzione di 352 x 288 pixel, e possedeva cover intercambiabili, insieme all'interfaccia a colori (4096 massimi sullo schermo). Utilizzava reti GPRS ed era triband.